# Paul Treibe

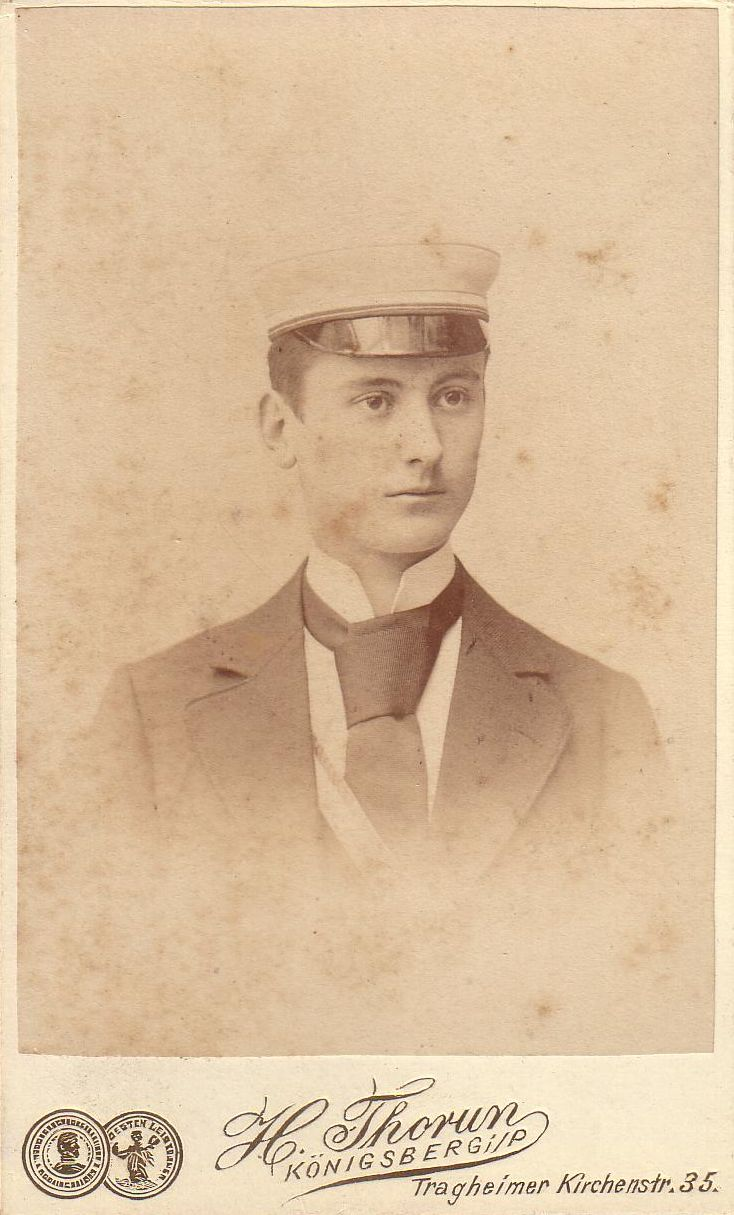
Treibe als Student (1896).

Paul Treibe (* 26. April 1876 in Allenburg, Kr. Wehlau, Ostpreußen; † 31. Dezember 1956 in Berlin-Zehlendorf) war ein deutscher Verwaltungsjurist und Ministerialbeamter.

## Leben
Treibe stammte aus dem Allenburger Pfarrhaus und besuchte das Königliche Wilhelms-Gymnasium Königsberg. Ab dem Wintersemester 1895/96 studierte er an der Albertus-Universität Königsberg Rechtswissenschaft, Staatswissenschaften und Nationalökonomie. Im selben Semester wurde er Mitglied des Corps Masovia. Als die Kaiser-Wilhelms-Universität Straßburg vom 29. April bis zum 2. Mai 1897 ihr 25-jähriges Bestehen feierte, war Treibe Vertreter des Königsberger Senioren-Convents. Er bestand 1898 das Referendarexamen und 1904 die Assessorprüfung. 1906 wechselte er als Regierungsassessor in die innere Verwaltung des Königreichs Preußen. 1905 begann er seinen Dienst bei der Preußischen Staatseisenbahn in Berlin. Danach kam er nach Bromberg und Essen, wo er 1911 Regierungsrat in der Reichsbahndirektion Essen/Ruhr wurde. Im Ersten Weltkrieg diente er als Reserveoffizier im 1. Ostpreußischen Grenadierregiment Nr. 1 „Kronprinz“. Mit ihm zog er nach Frankreich. Wegen einer Verwundung wurde er 1915 zum Generalgouvernement Belgien versetzt, bis er 1916 auf Antrag seines Ministers für den Zivildienst freigestellt wurde.
In der Weimarer Republik seit 1924 Oberregierungsrat und Verkehrsleiter der Generalbetriebsleitung Essen, wurde er 1924 Abteilungsleiter im Range eines Vizepräsidenten. 1935 wurde Treibe als Abteilungsleiter der Tarif- und Verkehrsabteilung der Hauptverwaltung der Deutschen Reichsbahn-Gesellschaft bestellt. 1936 als Nachfolger von Johannes Vogt zum Direktor und Vorstandsmitglied der Reichsbahngesellschaft in Berlin berufen, wurde er am 10. Februar 1937 mit der Eingliederung der Reichsbahn in die Reichsverwaltung Ministerialdirektor im Reichsverkehrsministerium (RVM). In dieser Funktion als Leiter der „Abteilung E I, Eisenbahn-Tarif- und Verkehrsabteilung“ arbeitete er auch am Vierjahresplan.
Nachdem sich antijüdische Maßnahmen der Reichsbahn seit 1933 weitgehend auf den Personalbereich beschränkten, rückte Treibes Abteilung seit den Novemberpogromen 1938 in den Vordergrund. Unter seiner Verantwortung standen daher unter anderem Maßnahmen, mit denen jüdische Familien und Kinder von den üblichen Familien- und Schülerermäßigungen ausgeschlossen wurden. Lediglich soweit betriebliche Belange der Reichsbahn betroffen waren, erhob seine Abteilung Einspruch, so etwa hinsichtlich vorgesehener Kontrollen von Auslandsreisenden an den Grenzbahnhöfen und der dadurch befürchteten Verspätungen.
Nach Beginn des Zweiten Weltkrieges begannen im besetzten Polen erste Deportationen von Polen und Juden. Organisatorisch wurden die Transporte in der Betriebsabteilung E II des RVM abgewickelt, für die entsprechenden Sondertarife war Treibes Abteilung E I zuständig. Angesichts der verschärften Anforderungen durch das im Juni 1941 begonnene Unternehmen Barbarossa gab die Abteilung E II am 14. Juli 1941 einen grundlegenden Erlass zu Reisesonderzügen heraus, der u. a. auch die Stellung von Sonderzügen für den SD, Umsiedler und zur „Aussiedlung von Juden und fremdvölkischen Personen“ regelte. In einem ergänzenden, von Treibe am 26. Juli 1941 unterschriebenen Erlass wurde die Tarifierung von Sonderzügen geregelt. Sonderzüge auf Bestellung von Sicherheitspolizei und SD zur Beförderung in Konzentrationslager sowie zur Aussiedlung von „Juden und fremdvölkischen Personen“ erhielten entsprechend diesem Erlass einen Ermäßigung von 50 % auf den Fahrpreis 3. Klasse. Im September 1941 folgte ein Erlass der Abteilung Treibes zur Benutzung öffentlicher Verkehrsmittel durch Juden, der unter anderem die Benutzung von Schlaf- und Speisewagen untersagte, für Juden ausschließlich die 3. Klasse vorsah und die Nutzung von Sitzplätzen und Warteräumen beschränkte.
Im Frühjahr 1942 stand die Reichsbahn infolge der hohen Anforderungen des Krieges am Rande einer ernsthaften Transportkrise. Deren Lösung wurde durch Hitler dem neuen Staatssekretär im RVM, Albert Ganzenmüller übertragen. Ganzenmüller sorgte unter anderem für eine deutliche Verjüngung der Leitungsebenen im Verkehrsministerium und den Reichsbahndirektionen. Zum 1. Juni 1942 wurde auch der zu diesem Zeitpunkt bereits 66-jährige Treibe pensioniert. Sein Nachfolger war Fritz Schelp. Noch während seiner amtlichen Tätigkeit war Treibe Aufsichtsratsvorsitzender des Deutschen Reisebüros. Nach der Pensionierung leitete er es bis in die Nachkriegszeit als Geschäftsführer.

## Auszeichnungen
- Eisernes Kreuz 2. Klasse
- Verdienstkreuz für Kriegshilfe (Preußen)